# Suilven
Suilven (in gaelico scozzese Sùilebheinn) è una montagna in Scozia. Situato in una zona remota nella parte occidentale di Sutherland (chiamata Assynt) sorge da un paesaggio selvaggio di brughiere, paludi e laghi noto come Inverpolly. È formato da una cresta ripida di circa 2 km di lunghezza. Il punto più alto, Caisteal Liath (Grey Castle in inglese), si trova all'estremità nord-ovest di questa cresta. Ci sono altre due cime: Meall Meadhonach (Middle Round Hill), situata nel punto centrale della cresta ed alta 723 m, e Meall Beag (Little Round Hill), situata invece nell'estremità sud-orientale.

## Geologia
Geologicamente, Suilven è formata da arenaria Torridonian, seduta su una base di gneiss Lewisiano. Le rocce circostanti furono erose durante un periodo di glaciazione. La forma attuale di Suilven si formò in seguito all'erosione da parte dei ghiacci. Durante l'era glaciale, era coperto dall'ultima calotta di ghiaccio britannica e irlandese. Sulla vetta Caisteal Liath è presente della quarzite bianca.

## Flora e fauna
La fauna è quella caratteristica della zona di Assynt e della provincia di Sutherland in generale. Si può osservare l'aquila dalla coda bianca, l'aquila reale, il merlo dal collare, il cervo nobile, il gatto selvatico e la lepre di montagna. Riguardo alla flora, sul monte non sono presenti alberi né arbusti di grandi dimensioni. È presente il crescione, l'erica, la carex di montagna e la piantaggine delle Alpi.

## Percorsi escursionistici
Il percorso più comune per scalare il monte inizia dalla fine della strada pubblica che porta a Glencanisp Lodge, a circa 1,5 km da Lochinver (un piccolo insediamento di pescatori), a ovest della vetta. Da qui un sentiero conduce attraverso la pianura ondulata fino alla montagna. Per arrivare alla base della montagna, si deve attraversare il fiume Abhainn na Clach Àirigh. Da questo punto il sentiero è molto eroso, ma comunque la vetta rimane facilmente raggiungibile. Le vette sono larghe ed erbose, sebbene siano quasi interamente circondate da pendii molto ripidi.
Un altro percorso inizia a Inverkirkaig, a circa 4 chilometri a sud di Lochinver: questo percorso raggiunge la base del monte da sud, passando lungo le cascate di Kirkaig. Questo sentiero è più corto dell'altro, ma è più pericoloso, in particolare tra Meall Meadhonach e Meall Beag.

## Galleria d'immagini

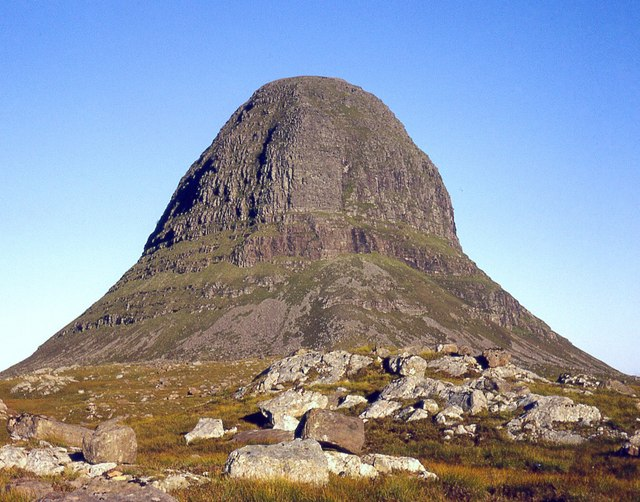
Vista da nord ovest del Caisteal Liath, la punta più alta
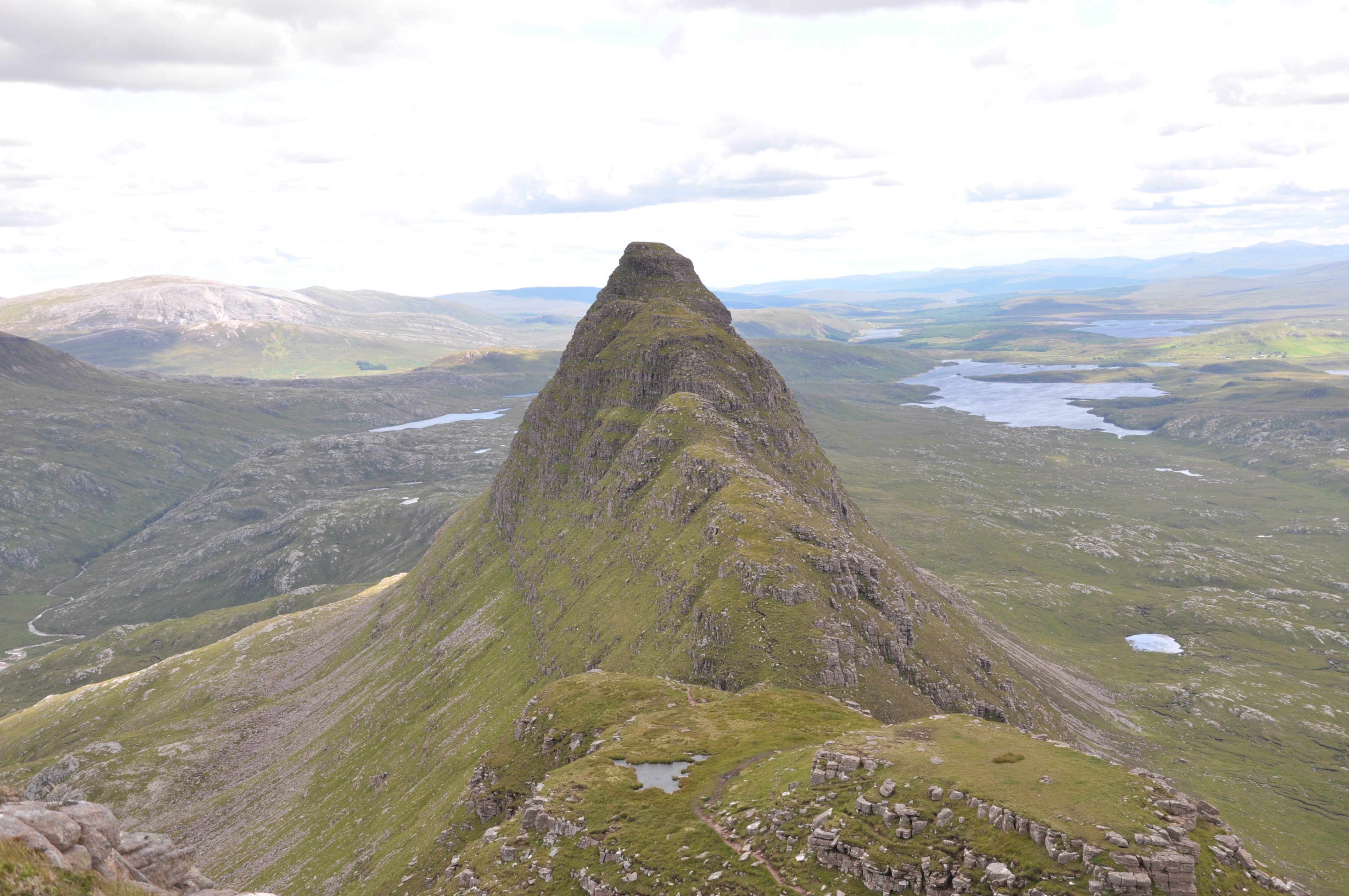
Suilven da una delle vette
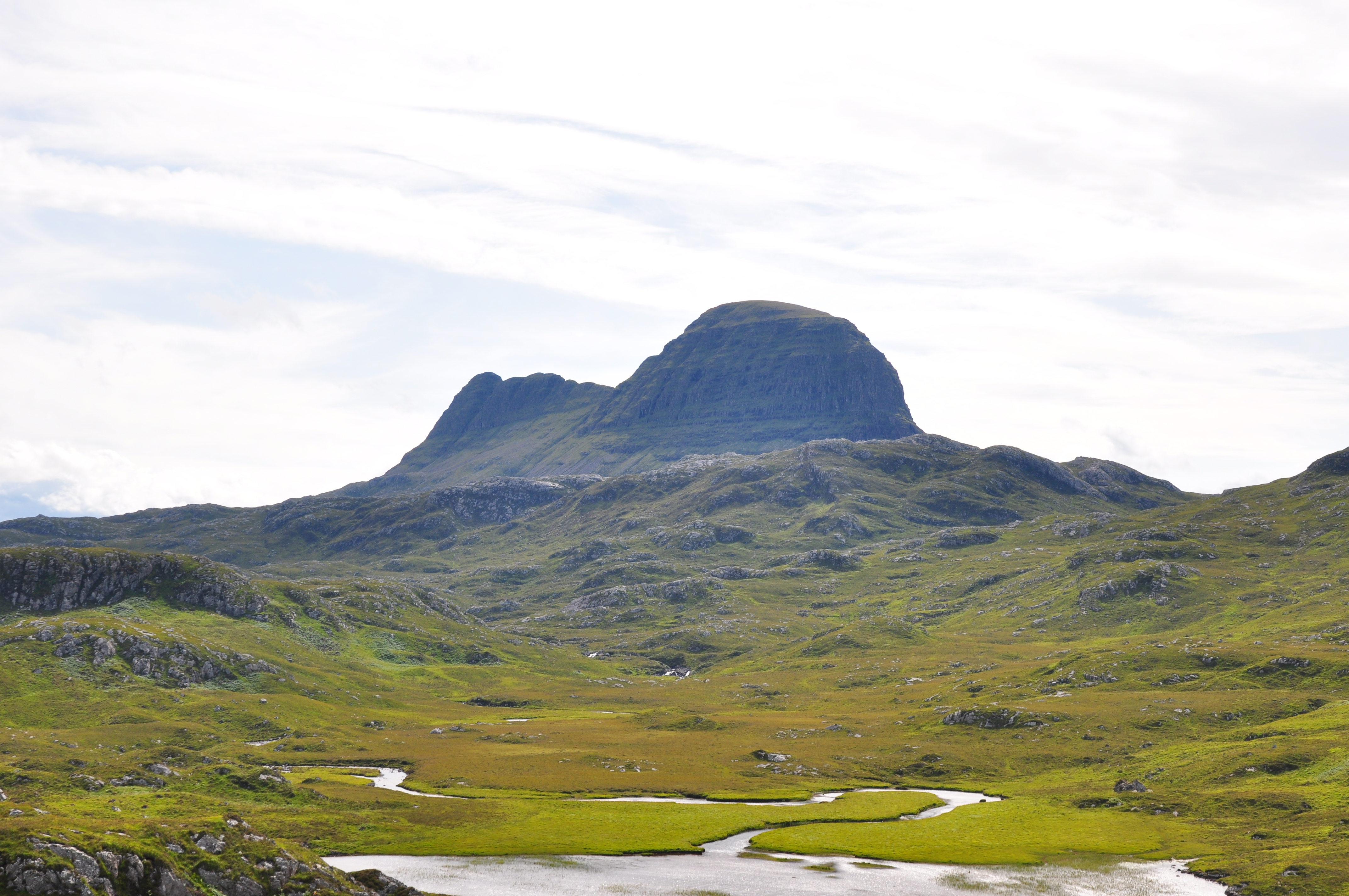
Suilven dal Glencanisp Lodge
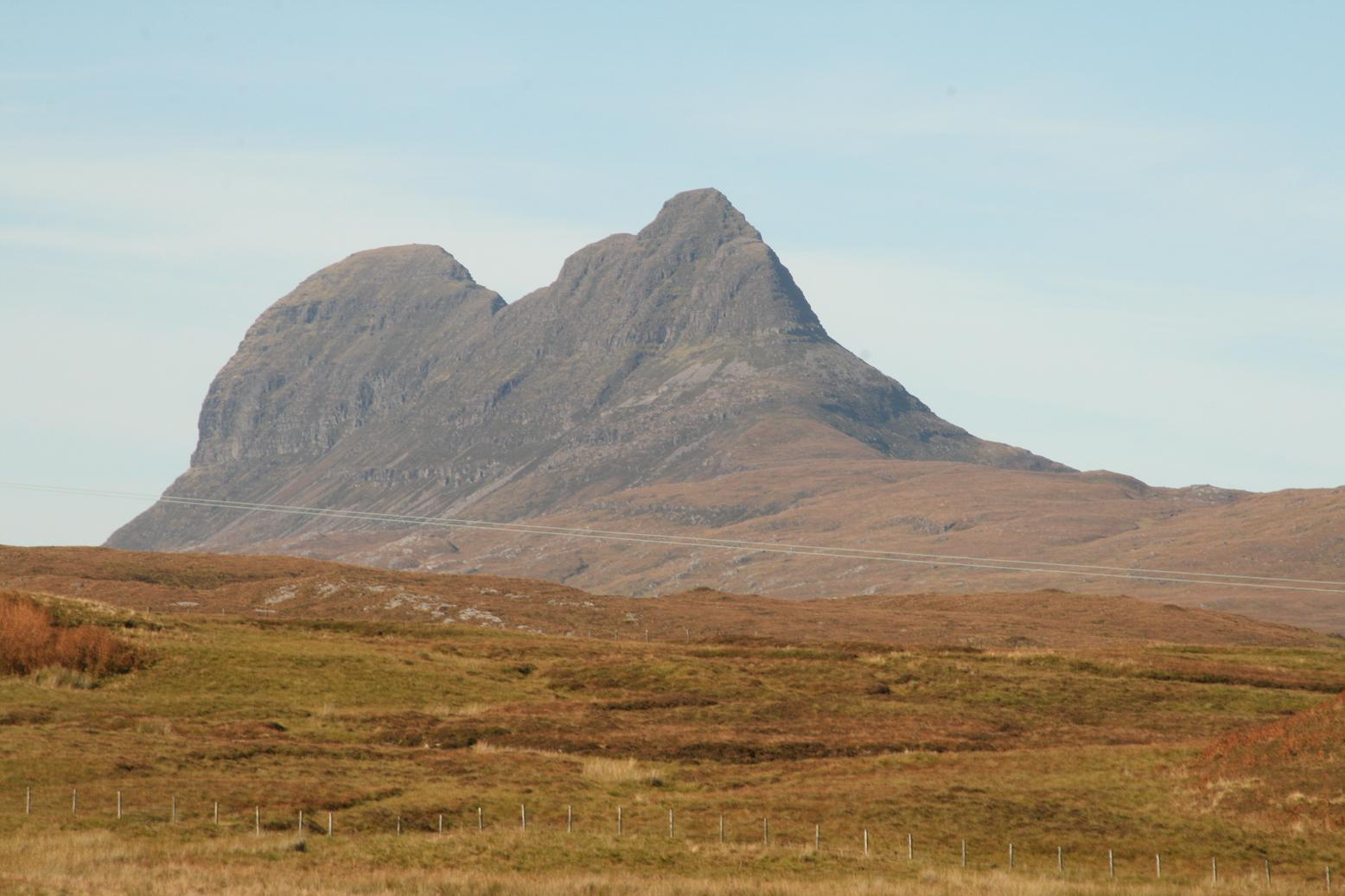
Suilven dal Glen Oykel
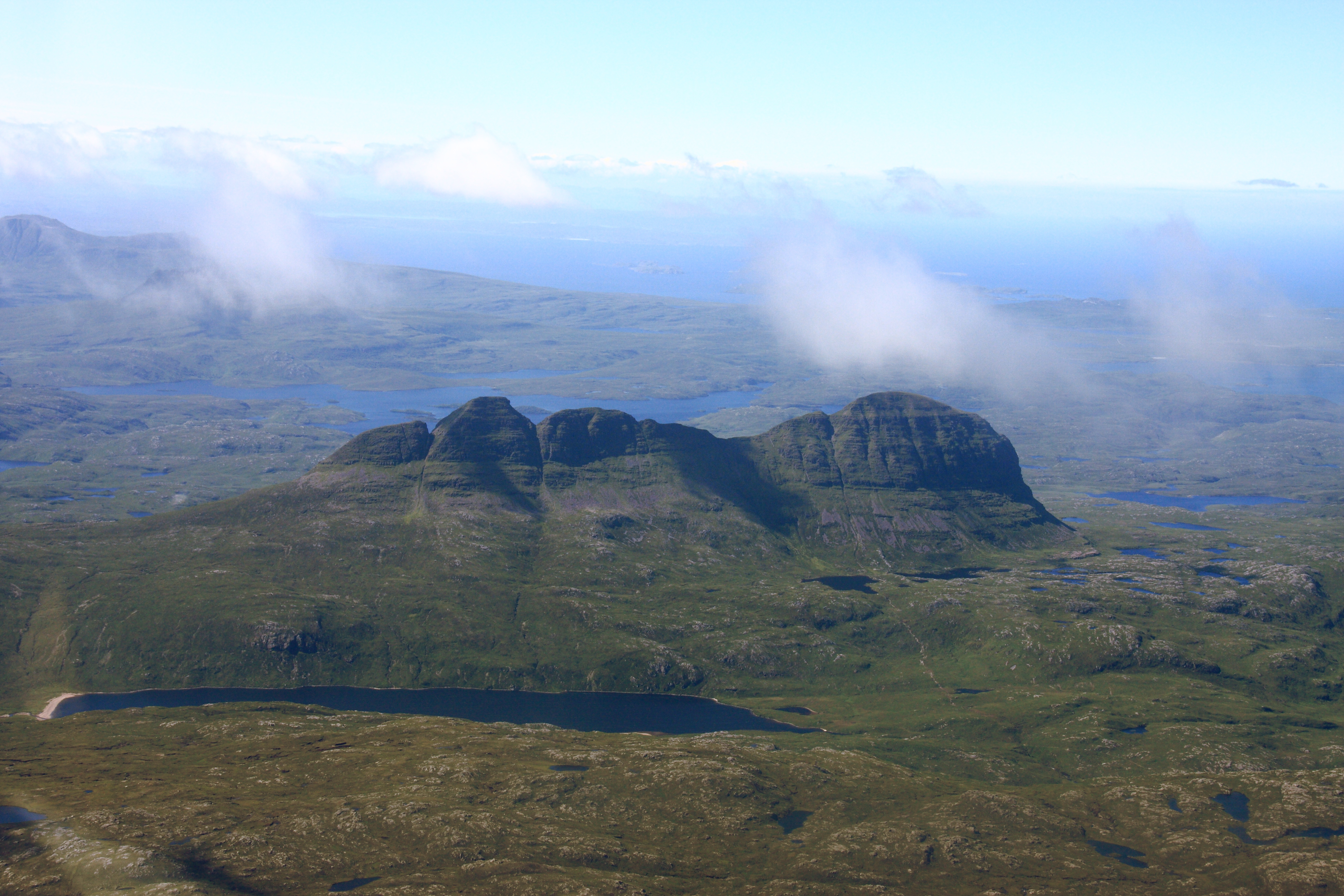
Suilven dall'alto